# Max Guedj
Pour les articles homonymes, voir Guedj.
Max Guedj, né Maurice Jean Max Guedj le 8 juin 1913 à Sousse (Tunisie) et mort le 15 janvier 1945 en Norvège, est un avocat, officier  aviateur français libre de la Seconde Guerre mondiale, Compagnon de la Libération, mort en héros en service aérien commandé.

## Biographie
Max Guedj est né le 8 juin 1913 à Sousse en Tunisie, fils unique de Félix Guedj (1885-1942) et de Gilberte Sultan (1893-1981). Il grandit à Casablanca au Maroc dans une famille juive, sioniste[réf. souhaitée], de nationalité française et aisée. Son père, Félix Guedj, avocat, a combattu de 1914 à 1917 ; il devient bâtonnier de l'Ordre des avocats du barreau de Casablanca. En 1929, la famille s'installe un temps à Paris.
Passionné d'aviation, Max Guedj passe le baccalauréat au lycée Janson de Sailly, puis suit des études de droit également à Paris, devient docteur en droit, puis avocat,. Il voyage en Russie, aux États-Unis et en Allemagne, publiant quelques articles de presse.
Il effectue son service militaire comme soldat de 2e classe, aux archives de la base aérienne de Metz-Frescaty (1934-1935). Celle -ci est alors sous l'autorité de l'Armée de terre (l'Armée de l'air est créée précisément en 1934). Il assouvit sa passion en s'inscrivant à l'aéroclub de Casablanca et obtient son brevet de pilote civil en 1938.
Il est mobilisé à la déclaration de guerre, en 1939, comme soldat de 2e classe au 2e régiment de zouaves à Meknès. En 1940, il est sergent au Maroc dans une unité de la DCA (1940).
Démobilisé en août de la même année, Max Guedj retrouve le barreau. Déçu par l'Armistice de juin 1940 et voulant rejoindre la France Libre, il se munit d'un faux passeport et prétexte une plaidoirie à Tanger, qui lui permet de quitter le continent africain pour rejoindre Lisbonne, en territoire neutre. De là, il gagne l'Angleterre le 6 septembre 1940, via Gibraltar, et s'engage immédiatement dans les FAFL (section d'aviation des FFL) comme élève-pilote, le 26 septembre 1940. Il adopte le pseudonyme de « Jean Maurice » pour éviter des représailles contre sa famille restée en Afrique du Nord.

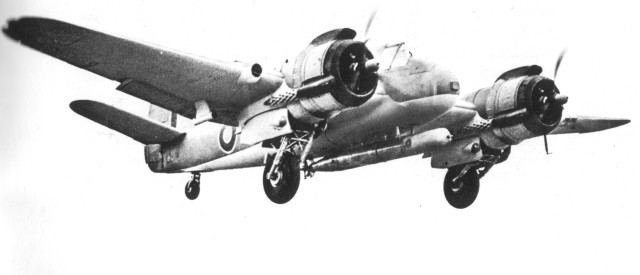
Chasseur Bristol Beaufighter.

Après une période d’entraînement dans les écoles de la RAF, notamment à l'école de pilotage d'Odiham où il est promu aspirant, à Sywell avec le lieutenant instructeur Édouard Pinot et à Shawbury, en août 1941 il est nommé sous-lieutenant. Lieutenant en décembre 1941, il rejoint le Coastal Command pour y piloter des chasseurs-bombardiers bimoteurs Bristol Beaufighter et De Havilland Mosquito. Il est affecté au Squadron 248, à Dyce, le 19 février 1942. Ce sont, d'après ses propres mots, les plus heureux moments de sa vie. Il vole avec le navigateur Flight sergeant Charles Clayton Corder (1917-2005).
Il prend part à l’un des assauts contre le croiseur allemand Prinz Eugen (17 mai 1942) (opération allemande Zauberflöte), dans un groupe de quatre appareils. Il attaque trois fois, revenant au terrain avec un avion fort endommagé. Tombé en mer, l'adjudant aviateur français libre Ottino Sabbadini est fait prisonnier par les Allemands. Le Prinz Eugen qui achevait des réparations de fortune après un torpillage, rentre à bon port, à Kiel le lendemain.
Puis Guedj effectue de nombreuses missions en Norvège, en Hollande, en Méditerranée (Malte, à partir du 10 août 1942), au-dessus de l’Atlantique. Le 11 août 1942, il détruit deux avions italiens stationnés en Sardaigne.
Il apprend la mort, le 15 octobre 1942, de son père, victime de sévices en prison, après plus d'une année d'incarcération (le 20 septembre 1941), par ordre du gouvernement de Vichy.
Le 10 mars 1943, durant sa 71e mission de guerre, il abat un avion ennemi au-dessus du golfe de Gascogne ; blessé, un moteur en moins, avec l'aide de son navigateur Corder il revient poser son avion en catastrophe à la base aérienne de Predannack. La bravoure et la valeur exceptionnelles valurent au Pilot Officer Maurice le respect et l’admiration des Britanniques,. De mars 1943 à février 1944, il est instructeur à l'école de tir aérien (OTU 132, Air Firing Flight), basée à l'aérodrome d'East Fortune. En septembre 1943, il est capitaine de l'Armée de l'air puis commandant en février 1944. Dans la RAF, il est promu au grade de Wing Commander (lieutenant-colonel) en décembre 1944, l’un des plus élevés atteint par un étranger dans la RAF. Il est décoré de deux DFC (Distinguished Flying Cross) et d’une DSO (Distinguished Service Order), la première attribuée à un aviateur français. Cité six fois à l'ordre de l’Armée de l’air et des Forces françaises libres, il reçoit les plus hautes décorations françaises.
En septembre 1944, il prend le commandement du 143(th) Squadron équipé de D.H. 98 Mosquito. Le 30 décembre 1944 il est fait chevalier et élevé officier de la Légion d'honneur. Le 15 janvier 1945, il décolle de la base aérienne de Banff pour sa dernière mission : l'attaque du  pétrolier Claus Rickmers de 6 000 tonnes, déjà endommagé le 9 janvier, transportant de l'essence d'aviation à haut degré d'octane[réf. nécessaire] pour les avions stationnés sur les aérodromes ennemis[réf. nécessaire] du nord de la Norvège. Cette mission peut raccourcir de deux mois la durée de la guerre. Le navire se trouve dans le port de Leirvik, bien défendu, avec la difficulté pour les assaillants de ne pas disposer d'une protection de chasseurs. Max Guedj décolle de Banff à 9h30 et attaque à la tête de dix-neuf De Havilland Mosquito appartenant principalement aux Squadrons 235 et 248. Ils affrontent un barrage antiaérien tendu par quatre navires d'escorte, ainsi que leur interception réalisée par vingt chasseurs Focke-Wulf Fw 190. L'avion du Wing Commander « Maurice », le K/143, est vu la dernière fois avec trois FW 190 à ses trousses. Touché au moteur gauche, l'avion du commandant de l'Armée de l'air Max Guedj disparaît dans l'eau à 11h36, avec son navigateur, le Flight lieutenant J.F Langley.
Fiancé à Maria, il est le père de la romancière Sarah Dars, née en 1940, universitaire spécialiste du sanskrit et auteur de romans policiers.

## Décorations
- Commandeur de la Légion d'honneur par décret du 15 avril 1948
- Compagnon de la Libération par décret du 20 novembre 1944[4]
- Croix de guerre 1939-1945 (6 citations)
- Médaille de la Résistance française avec rosette par décret du 11 mars 1947[13]
- Distinguished Service Order ( Royaume-Uni)
- Distinguished Flying Cross and Bar ( Royaume-Uni).

## Hommages

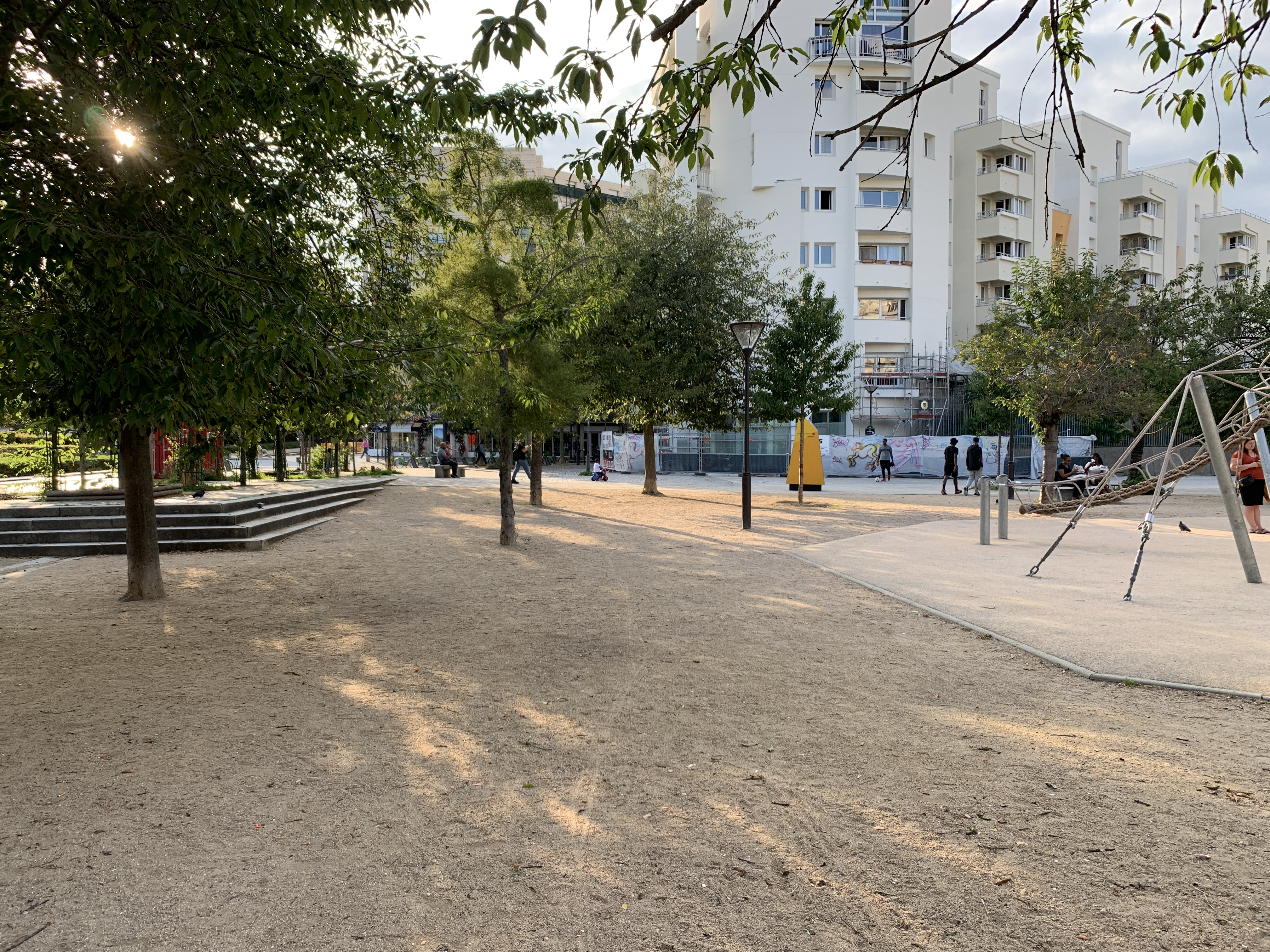
Esplanade Max-Guedj à Paris.

- L'aérodrome de Casablanca Tit Mellil se serait appelé « Terrain Max Guedj », entre 1948 et 1951, du temps de l'Aéro-club du Maroc[réf. souhaitée].
- La base aérienne BA 151 de Rabat Salé a porté son nom jusqu'à sa dissolution le 21 février 1961.
- Une rue porte son nom associé à celui de son père à Casablanca, près de l'ancienne Médina : rue Félix et Max Guedj.
- Le barreau de l'Ordre des avocats de Casablanca publie en 1951 un livre de Marcel Marzac qui célèbre la mémoire de Max Guedj : Max Guedj, un héros de la guerre 39/45[14].
- Sa mort est citée par un autre aviateur de la France libre, Romain Gary, dans son roman La Promesse de l'aube.
- Le récit de sa dernière mission de guerre, l'attaque d'un pétrolier allemand, est fait par Pierre Clostermann, le premier des as des Forces aériennes françaises libres, dans son ouvrage Feux du ciel, chapitre VIII, pp. 195-223. Les faits relatés par l'auteur sont en partie inexacts : celui-ci situe l'action à Rombacks fjord lequel est proche de Narvik et non de Leirvik.
- En son honneur, le 15 janvier 2001 a été inaugurée, à Paris, l'Esplanade Max-Guedj, située dans le 15e arrondissement, au croisement de la rue Balard et de la rue Gutenberg.
- Frères d'armes - Max Guedj, série Frères d'armes, film-portrait raconté par Abd Al Malik, co-réalisé par Pascal Blanchard et Rachid Bouchareb, 2016, 2 minutes. [voir en ligne].
- L'école des officiers de réserve de l'Armée de l'air a reçu, le 9 juin 1995, le nom de son parrain : "Commandant Max Guedj"[15],[16]. Elle se situait alors à la Base aérienne 105 d'Évreux.
- La promotion de 1973 de l'École militaire de l'air porte le nom "Commandant Max Guedj"[17].
- Son nom figure sur la stèle des 123 aviateurs combattants de la France libre, dont les corps n'ont pas été retrouvés[18], inaugurée au Tréport le 25 juin 2022[19].
- Il figure dans le livret : "Aux combattants d'Afrique, la France reconnaissante", diffusé en 2020 aux maires[20], page 174.
- Saint-Lô dispose d'une impasse Max Guedj (2020).